# Bronisława Wysłouchowa

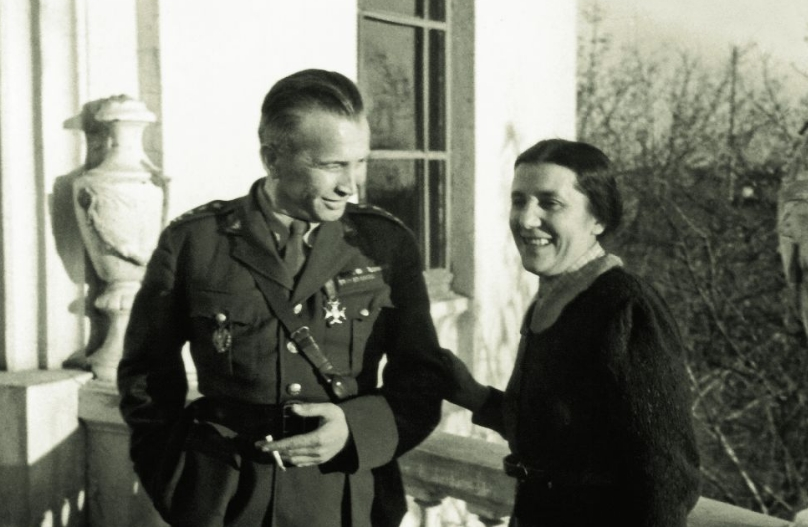
Płk Leopold Okulicki i Bronisława Wysłouchowa, Buzułuk 1941

Bronisława Wysłouchowa z Szabatowskich ps. „Biruta”, „Stefania Rokosza” (ur. 16 czerwca 1896 w Cieszanowie, zm. 1947 w Londynie) – pułkownik Polskich Sił Zbrojnych, inspektor Pomocniczej Służby Kobiet przy 2. Korpusie Polskim, żołnierz Służby Zwycięstwu Polski, Związku Walki Zbrojnej, Armii Krajowej, łączniczka Komendanta ZWZ-AK okupacji sowieckiej gen. Leopolda Okulickiego ps. „Mrówka”, „Konrad”, „Niedźwiadek”, żona senatora II Rzeczypospolitej Bolesława Wysłoucha.

## Życiorys
Pełniła służbę sanitarną na froncie w czasie I wojny światowej. W Polsce niepodległej zajmowała się opieką społeczną nad dziećmi i więźniami. Po wybuchu II wojny światowej brała udział w zadaniach ZWZ od 10 grudnia 1939. W pierwszym okresie do 1 sierpnia 1940 w SZP i ZWZ obszar Lwów prowadziła zadania legalizacyjne, była kurierką do Warszawy. W maju 1940 została wysłana do Warszawy jako kurierka z poleceniem zameldowania się do dyspozycji Komendanta AK okupacji. Dnia 2 sierpnia 1940 została wyznaczona rozkazem Szefa V.K. Komendy Głównej „Bronki” na członka ekipy gen. Leopolda Okulickiego „Mrówki” wyznaczonego na komendanta terenów pod okupacją sowiecką. Przewidziana została na szefa łączności konspiracyjnej obszaru i okupacji sowieckiej. Była łączniczką gen. Leopolda Okulickiego ps. „Mrówka”, „Konrad”.
21 stycznia 1941 została aresztowana we Lwowie w związku z ekspedycją kuriera do Warszawy Bolesława Zymona, który był agentem NKWD, wówczas jeszcze nierozpoznanym. W związku z ujawnioną jej funkcją w AK wobec NKWD przez agenta Bolesława Zymona, przechodziła ciężkie śledztwo.
Uwięziona była w więzieniu NKWD Pełczyńska, Butyrki, Łubianka w Moskwie, ciężkie więzienie Lefortowo w Moskwie.
W wyniku śledztwa nie ujawniła żadnych szyfrów ani nie wydała nikogo. Nikt z jej podwładnych na terenie obszaru Lwów nie został aresztowany.
7 lipca 1941 skazana została na karę śmierci przez sowiecki trybunał wojenny. 5 września 1941 została zwolniona z więzienia NKWD Łubianka w Moskwie na skutek amnestii po podpisaniu układu Sikorski-Majski, po wybuchu wojny niemiecko-sowieckiej i po częstych interwencjach w jej sprawie u gen. Andersa przez Okulickiego. Zorganizowała Pomocniczą Służbę Kobiet w Polskich Siłach Zbrojnych w ZSRR.
Została odznaczona Krzyżem Srebrnym Orderu Virtuti Militari z dniem 1 października 1944 za nieugiętą postawę wobec NKWD podczas śledztwa, za odważne podjęcie się zadania na obszarze lwowskim (pod okupacją sowiecką) w warunkach osobistego zagrożenia życia. Zmarła w Londynie w 1947.
Jej siostrą była Janina Szabatowska.

## Awanse
- pułkownik[2].

## Ordery i odznaczenia
- Krzyż Srebrny Orderu Virtuti Militari – 1 października 1944 nr 11706[6]
- Krzyż Zasługi z Mieczami[5]